# Pierre Jeanneret

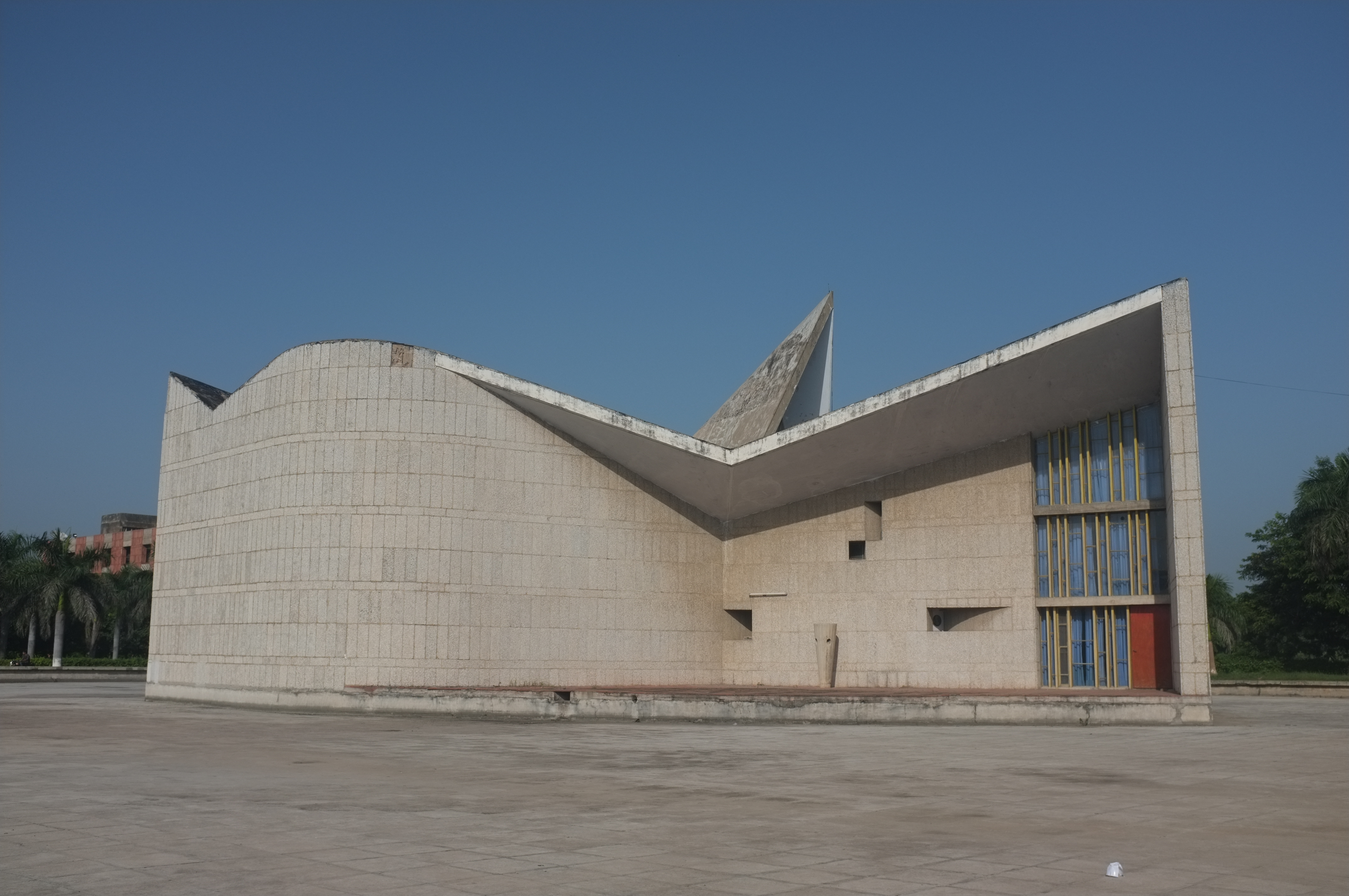
Gandhi Bhawan – projekt Jeannereta w Czandigarh

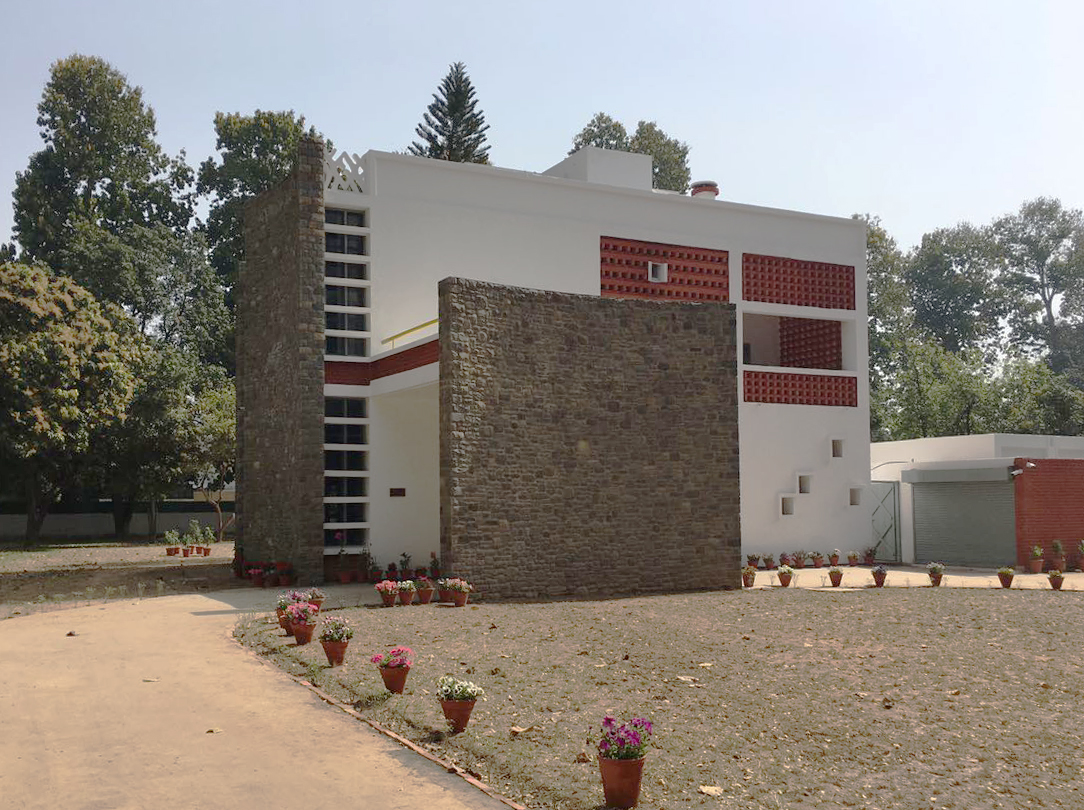
Dom Jeannereta w Czandigarh

Pierre Jeanneret (ur. 22 marca 1896 w Genewie, zm. 4 grudnia 1967 w Thônex) – szwajcarski architekt i projektant mebli, współpracował z Le Corbusierem (1887–1965).

## Życiorys
Pierre Jeanneret urodził się 22 marca 1896 roku w Genewie . Jego ojcem był lekarz Pierre André Jeanneret-Gris a matką Henriette Moser . Kuzynem Pierre’a Jeannereta był Charles Edouard Jeanneret-Gris, znany jako Le Corbusier (1887–1965), z którym Jeanneret współpracował nad wieloma projektami architektonicznymi . 
Jeanneret ukończył studia architektoniczne w École des Beaux-Arts w Genewie . W latach 1921–1922 pracował w biurze Auguste’a (1874–1954) i Gustave’a Perretów w Paryżu, a później w latach 1922–1940 był partnerem w biurze Le Corbusiera . Brał udział w wydawaniu pisma architektów „L’Esprit Nouveau” .
W latach 1940–1951 pracował z francuskim architektem Jeanem Prouvé (1901–1984), w latach 1940–1949 z Georgesem Blanchonem a w latach 1949–1951 z Dominikiem Escorsatem . W 1950 roku ponownie zaczął pracować z Le Corbusierem . 
W 1951 roku wyjechał do Indii, gdzie w mieście Czandigarh wdrażał plan rozwoju opracowany przez Le Corbusiera . W zespole Le Corbusiera pracowali również brytyjscy architekci Maxwell Fry (1899–1987) i Jane Drew (1911–1996) oraz architekci indyjscy. Jeanneret zaprojektował m.in. ratusz oraz bibliotekę. Pierwszym budynkiem wzniesionym w Czandigarh był dom Jeannereta, w którym od 2017 roku mieści się muzeum poświęcone architektowi. Podczas pobytu w Indiach Jeanneret zajmował się również projektowaniem mebli . Został dyrektorem Chandigarh School of Architecture i głównym architektem i urbanistą stanu Pendżab . 
Oprócz budynków Jeanneret projektował również meble, zarówno samodzielnie, jak i z Le Corbusierem. Eksperymentował z minimalistycznym designem, w tym z krzesłem, które nie wymagało elementów złącznych.
Do Genewy powrócił na krótko przed śmiercią . Zmarł 4 grudnia 1967 roku w Thônex . 